# Coupe du monde des clubs de handball 2018
Navigation
Édition 2017 Édition 2019
La Coupe du monde des clubs de handball 2018, ou Super Globe 2018, est la douzième édition de la Coupe du monde des clubs de handball organisée par la Fédération internationale de handball du 16 au 19 octobre 2018. Elle se déroule à Doha, au Qatar, pour la dixième fois. Tous les matchs sont joués dans la salle « Qatar Handball Association Complex » à Doha.

## Déroulement de la compétition
Le format reste le même par rapport à l'édition précédente. Les huit équipes s'affrontent selon une phase à élimination directe.

## Participants
Les huit équipes de cette édition sont :
| Club                    | Pays      | Confédération | Motif de qualification                                    |
| ----------------------- | --------- | ------------- | --------------------------------------------------------- |
| Al-Sadd SCH             | Qatar     | AHF           | Hôte de la compétition                                    |
| FC Barcelone            | Espagne   | EHF           | Tenant du titre                                           |
| Al-Najma Club           | Bahreïn   | AHF           | Vainqueur de la Ligue des champions de l'AHF en 2017 (en) |
| Montpellier Handball    | France    | EHF           | Ligue des champions de l'EHF en 2018                      |
| HC Taubaté              | Brésil    | PATHF         | Champion d'Amérique 2018                                  |
| AS Hammamet             | Tunisie   | CAHB          | 4e de la Ligue des champions d'Afrique 2017               |
| Université de Sydney HC | Australie | OCHF          | Champion d'Océanie                                        |
| Füchse Berlin           | Allemagne | EHF           | Invité (Wild Card)                                        |

## Compétition
|  | Quarts de finale        | Quarts de finale        | Quarts de finale     | Quarts de finale     |               |               | Demi-finales | Demi-finales | Demi-finales                  | Demi-finales                  |                               |                               | Finale     | Finale     | Finale     | Finale     |
|  |                         |                         |                      |                      |               |               |              |              |                               |                               |                               |                               |            |            |            |            |
|  | 16 octobre              | 16 octobre              | 16 octobre           | 16 octobre           |               |               | 17 octobre   | 17 octobre   | 17 octobre                    | 17 octobre                    |                               |                               | 19 octobre | 19 octobre | 19 octobre | 19 octobre |
|  | 16 octobre              | 16 octobre              | 16 octobre           | 16 octobre           |               |               | 17 octobre   | 17 octobre   | 17 octobre                    | 17 octobre                    |                               |                               | 19 octobre | 19 octobre | 19 octobre | 19 octobre |
|  | FC Barcelone            | FC Barcelone            | 37                   | 37                   |               |               | 17 octobre   | 17 octobre   | 17 octobre                    | 17 octobre                    |                               |                               | 19 octobre | 19 octobre | 19 octobre | 19 octobre |
|  | FC Barcelone            | FC Barcelone            | 37                   | 37                   |               |               | 17 octobre   | 17 octobre   | 17 octobre                    | 17 octobre                    |                               |                               | 19 octobre | 19 octobre | 19 octobre | 19 octobre |
|  | Al-Najma Club           | Al-Najma Club           | 28                   | 28                   |               |               | 17 octobre   | 17 octobre   | 17 octobre                    | 17 octobre                    |                               |                               | 19 octobre | 19 octobre | 19 octobre | 19 octobre |
|  | Al-Najma Club           | Al-Najma Club           | 28                   | 28                   | FC Barcelone  | FC Barcelone  | 37           | 37           |                               |                               |                               |                               | 19 octobre | 19 octobre | 19 octobre | 19 octobre |
|  | 16 octobre              |                         |                      |                      | FC Barcelone  | FC Barcelone  | 37           | 37           |                               |                               |                               |                               | 19 octobre | 19 octobre | 19 octobre | 19 octobre |
|  |                         |                         | Montpellier Handball | Montpellier Handball | 30            | 30            |              |              |                               |                               |                               |                               | 19 octobre | 19 octobre | 19 octobre | 19 octobre |
|  | Montpellier Handball    | Montpellier Handball    | Montpellier Handball | Montpellier Handball | 30            | 30            | 31           | 31           |                               |                               |                               |                               | 19 octobre | 19 octobre | 19 octobre | 19 octobre |
|  | Montpellier Handball    | Montpellier Handball    | 17 octobre           |                      |               |               | 31           | 31           |                               |                               |                               |                               | 19 octobre | 19 octobre | 19 octobre | 19 octobre |
|  | AS Hammamet             | AS Hammamet             | 22                   | 22                   |               |               |              |              |                               |                               |                               |                               | 19 octobre | 19 octobre | 19 octobre | 19 octobre |
|  | AS Hammamet             | AS Hammamet             | 22                   | 22                   | FC Barcelone  | FC Barcelone  | 29           | 29           |                               |                               |                               |                               |            |            |            |            |
|  | 16 octobre              |                         |                      |                      | FC Barcelone  | FC Barcelone  | 29           | 29           |                               |                               |                               |                               |            |            |            |            |
|  |                         |                         | Füchse Berlin        | Füchse Berlin        | 24            | 24            |              |              |                               |                               |                               |                               |            |            |            |            |
|  | HC Taubaté              | HC Taubaté              | Füchse Berlin        | Füchse Berlin        | 24            | 24            | 25           | 25           |                               |                               |                               |                               |            |            |            |            |
|  | HC Taubaté              | HC Taubaté              |                      |                      |               |               |              |              |                               |                               |                               |                               |            |            |            |            |
|  | Füchse Berlin           | Füchse Berlin           | 33                   | 33                   |               |               |              |              |                               |                               |                               |                               |            |            |            |            |
|  | Füchse Berlin           | Füchse Berlin           | 33                   | 33                   | Füchse Berlin | Füchse Berlin | 26           | 26           | Match pour la troisième place | Match pour la troisième place | Match pour la troisième place | Match pour la troisième place |            |            |            |            |
|  | 16 octobre              |                         |                      |                      | Füchse Berlin | Füchse Berlin | 26           | 26           | Match pour la troisième place | Match pour la troisième place | Match pour la troisième place | Match pour la troisième place |            |            |            |            |
|  |                         |                         | Al-Sadd SCH          | Al-Sadd SCH          | 20            | 20            |              |              | 19 octobre                    | 19 octobre                    | 19 octobre                    | 19 octobre                    |            |            |            |            |
|  | Al-Sadd SCH             | Al-Sadd SCH             | Al-Sadd SCH          | Al-Sadd SCH          | 20            | 20            | 27           | 27           | 19 octobre                    | 19 octobre                    | 19 octobre                    | 19 octobre                    |            |            |            |            |
|  | Al-Sadd SCH             | Al-Sadd SCH             |                      |                      |               |               |              | 27           |                               |                               | Montpellier Handball          | Montpellier Handball          | 33         | 33         |            |            |
|  | Université de Sydney HC | Université de Sydney HC | 22                   | 22                   |               |               |              |              |                               |                               | Montpellier Handball          | Montpellier Handball          | 33         | 33         |            |            |
|  | Université de Sydney HC | Université de Sydney HC | 22                   | 22                   | Al-Sadd SCH   | Al-Sadd SCH   | 23           | 23           |                               |                               |                               |                               |            |            |            |            |
|  |                         |                         |                      |                      |               |               |              |              |                               |                               |                               |                               |            |            |            |            |

## Matchs de classement
|  | Demi-finales de classement | Demi-finales de classement |                        |    | Match pour la 5e place | Match pour la 5e place |
|  | Demi-finales de classement | Demi-finales de classement |                        |    | Match pour la 5e place | Match pour la 5e place |
|  |                            |                            |                        |    |                        |                        |
|  | 17 octobre                 | 17 octobre                 |                        |    | 19 octobre             | 19 octobre             |
|  | 17 octobre                 | 17 octobre                 |                        |    | 19 octobre             | 19 octobre             |
|  | Al-Najma Club              | 26                         |                        |    | 19 octobre             | 19 octobre             |
|  | Al-Najma Club              | 26                         |                        |    | 19 octobre             | 19 octobre             |
|  | AS Hammamet                | 27                         |                        |    | 19 octobre             | 19 octobre             |
|  | AS Hammamet                | 27                         | AS Hammamet            | 24 |                        |                        |
|  | 17 octobre                 |                            | AS Hammamet            | 24 |                        |                        |
|  |                            | HC Taubaté                 | 34                     |    |                        |                        |
|  | HC Taubaté                 | HC Taubaté                 | 34                     | 38 |                        |                        |
|  | HC Taubaté                 |                            |                        | 38 |                        |                        |
|  | Université de Sydney HC    | 18                         |                        |    |                        |                        |
|  | Université de Sydney HC    | 18                         | Match pour la 7e place |    |                        |                        |
|  |                            |                            |                        |    |                        |                        |
|  | 19 octobre                 |                            |                        |    |                        |                        |
|  |                            |                            |                        |    |                        |                        |
|  | Al-Najma Club              | 28                         |                        |    |                        |                        |
|  | Al-Najma Club              | 28                         |                        |    |                        |                        |
|  | Université de Sydney HC    | 26                         |                        |    |                        |                        |
|  | Université de Sydney HC    | 26                         |                        |    |                        |                        |

## Classement final
| 1 | FC Barcelone            |
| 2 | Füchse Berlin           |
| 3 | Montpellier Handball    |
| 4 | Al-Sadd SCH             |
| 5 | HC Taubaté              |
| 6 | AS Hammamet             |
| 7 | Al-Najma Club           |
| 8 | Université de Sydney HC |